# Porte Saint-Jean (Nancy)
La porte Saint-Jean était une porte de Nancy, érigée au tout début du XVIIe siècle à l'Ouest de la ville neuve. Elle fut démolie pendant l'hiver 1868-1869 pour la façade, puis en 1874-1875 pour la partie intérieure.

## Histoire

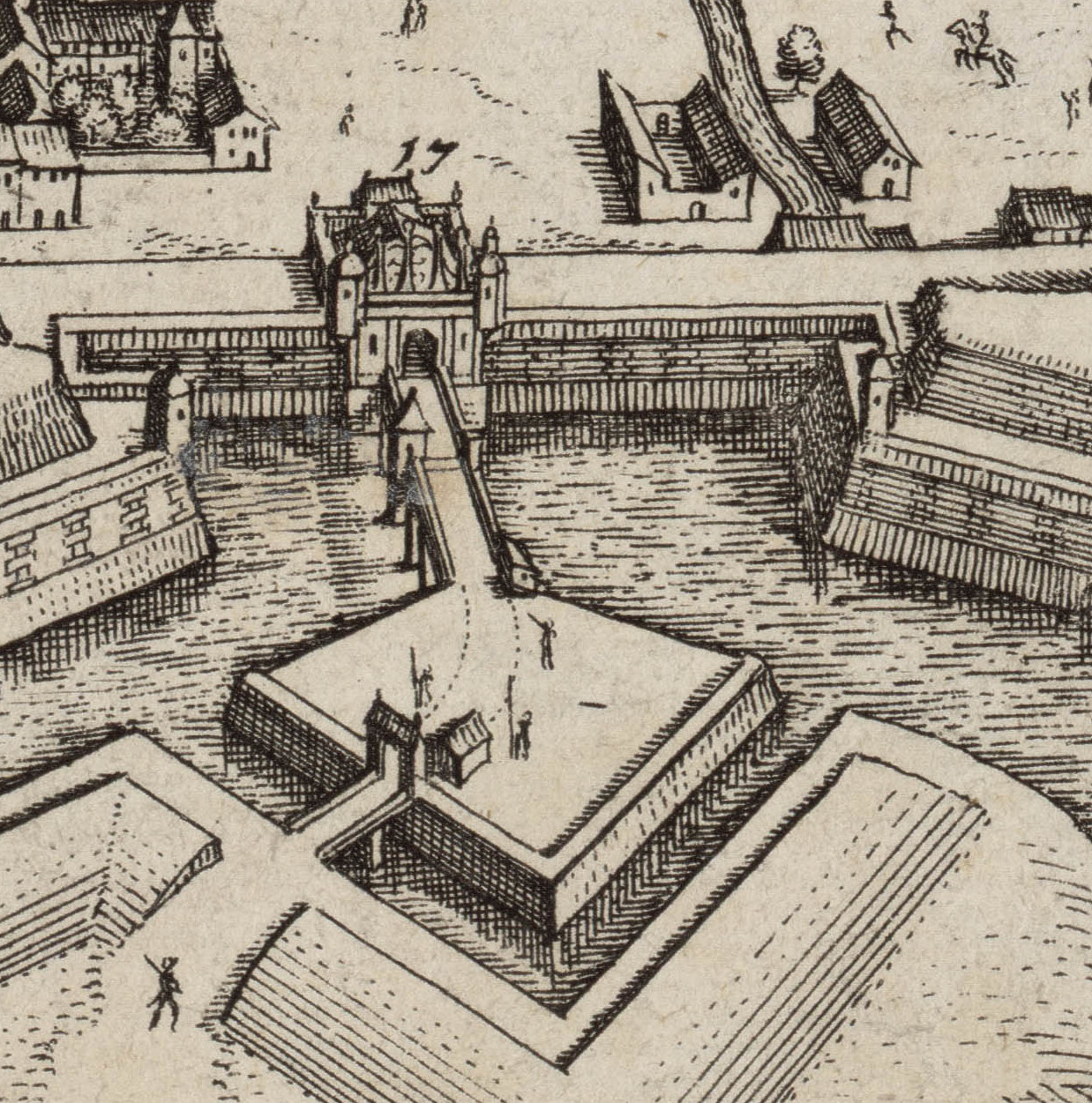
Vers 1620.

Cette porte est l'une des trois portes de Nancy créées lors de la construction de la ville neuve. Avec la porte Saint-Georges, elle délimitait un large axe de communication Est-Ouest (rue Saint-Jean et rue Saint-Georges).
La façade extérieure est restaurée en 1762 sous le règne de Stanislas, à l’occasion du second voyage à de Mesdames Adélaïde et Victoire, filles de Louis XV à Plombières. Lors de leur passage par Nancy, elles furent reçues le 28 mai 1762 par le marquis de Choiseul devant la Porte Saint-Jean. Le lieutenant de police de l’Hôtel de Ville, et la ville de Nancy prirent la décision d’élargir le passage par la porte en ouvrant une seconde baie. La façade, nouvellement restaurée, est gravée par l’artiste Dominique Collin et l’estampe fut présentée à Mesdames.
La porte se situait à l'extrémité de la place Saint-Jean (actuelle place André-Maginot), entre l'îlot de L'Est républicain et l'actuel Printemps-Fnac (anciens Magasins réunis).
Lors de la construction du premier tramway de Nancy (hippomobile), en 1874, la porte fut détruite (ce qui ne fut pas le cas de la porte Saint-Georges sauvée par un comité de soutien).

## Description

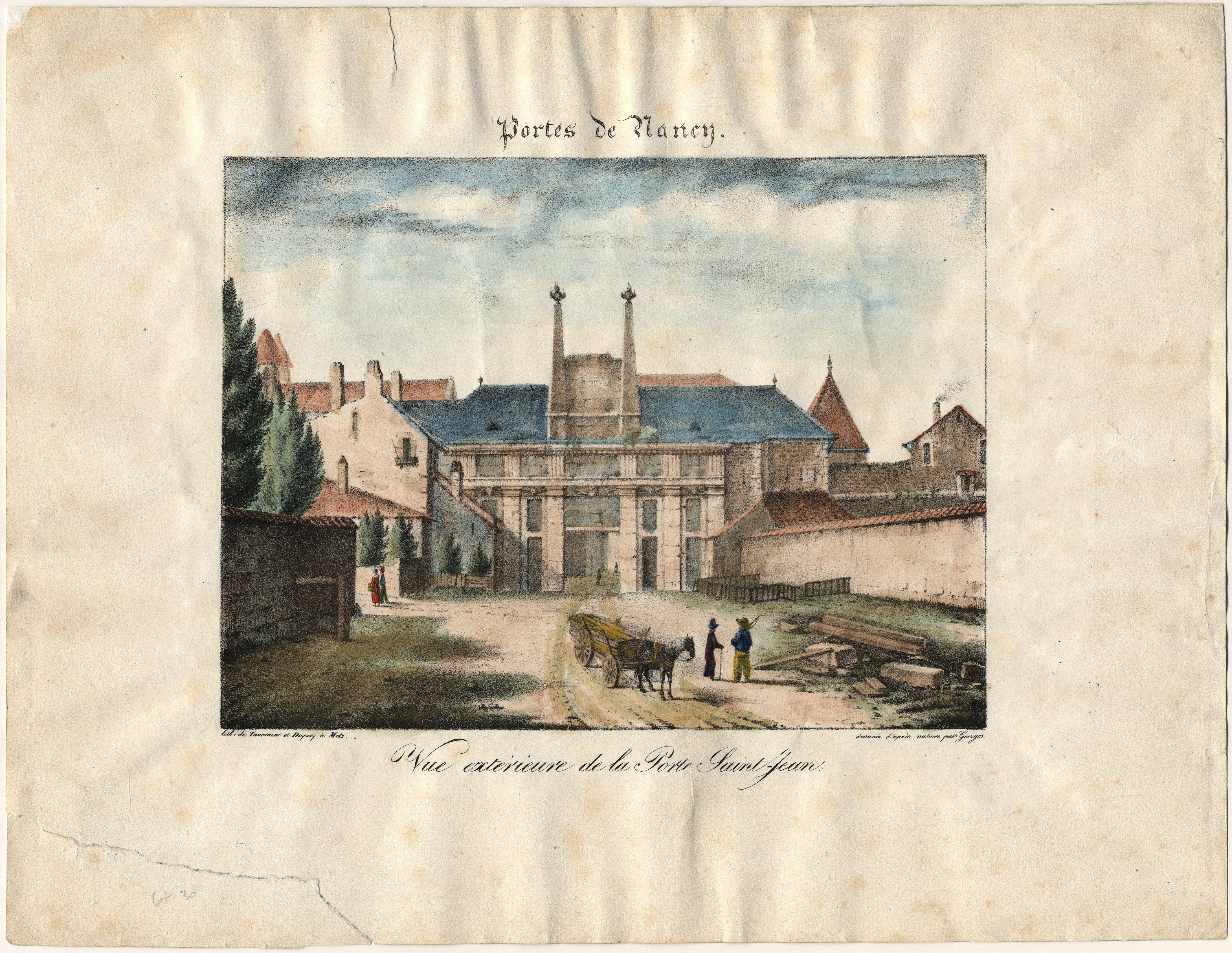
Vers 1830.

Vue de l'extérieur de la ville, la porte présentait une façade monumentale. Vue du côté intérieur, elle avait la physionomie d'un bâtiment Renaissance.

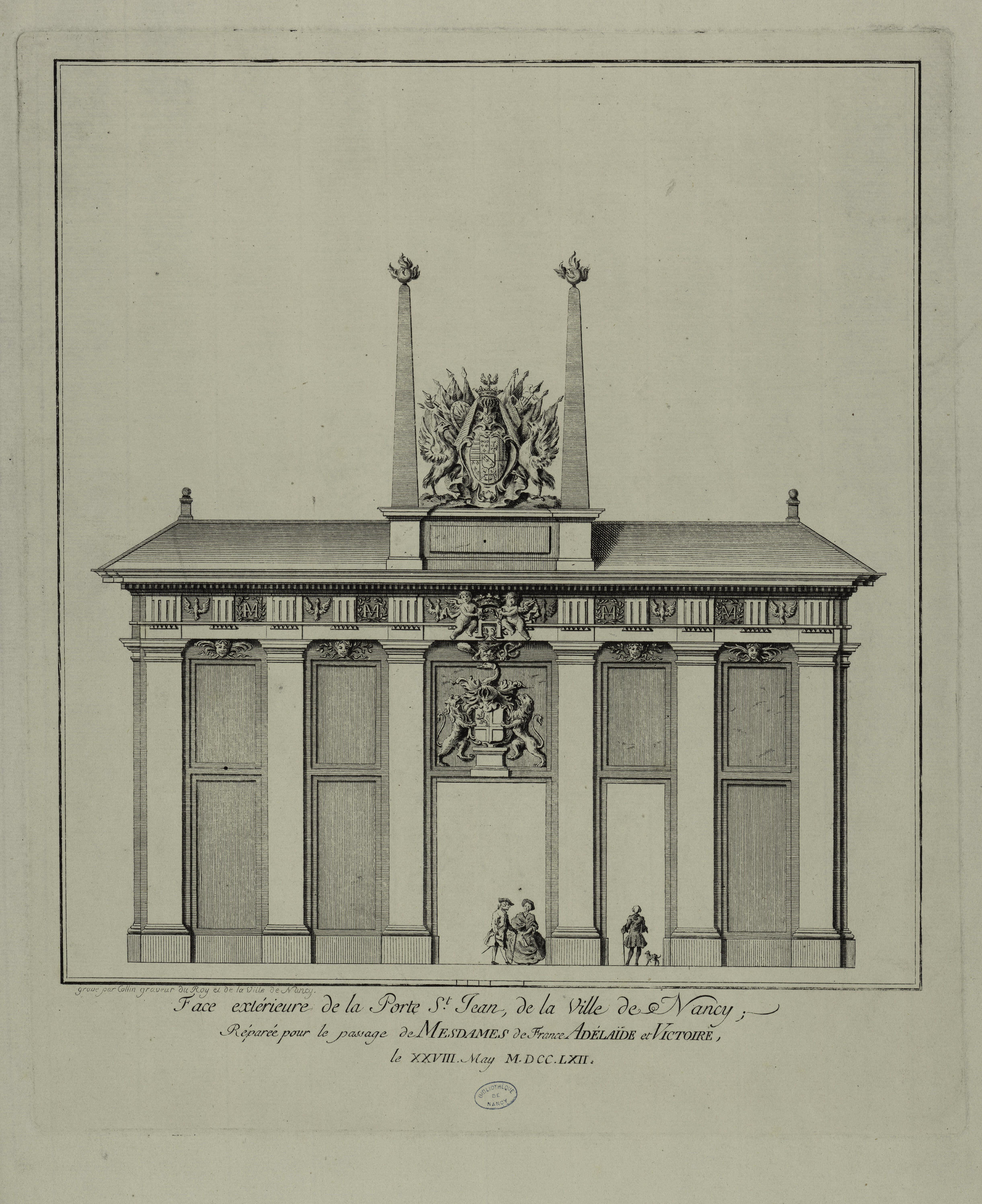
Estampe représentant la porte Saint-Jean de Nancy en 1762.

L’aspect de la porte sous le règne de Stanislas est connu notamment grâce à une gravure de l’artiste Dominique Collin de 1762. La façade extérieure tout juste restaurée possède cinq baies séparées par des pilastres d’ordre dorique, chacune couronnées de mascarons. L’entablement se compose de triglyphes ainsi que des initiales du duc Henri II et sa femme Marguerite de Gonzague. L’arcade centrale est surmontée des armes d'Élisée de Haraucourt. Deux obélisques dominent le sommet et sont couronnés de grenades enflammées qui encadrent les armes de Lorraine.